# Xã Waterman, Quận O'Brien, Iowa
Xã Waterman (tiếng Anh: Waterman Township) là một xã thuộc quận O'Brien, tiểu bang Iowa, Hoa Kỳ. Năm 2010, dân số của xã này là 753 người.